# Astralis
Astralis (Astralis Group) — датская киберспортивная организация. В настоящее время имеет подразделения (составы) по Counter-Strike 2, League of Legends и FIFA. Наибольших успехов организация достигла в Counter-Strike: Global Offensive победив на 4-х Major-турнирах (ELEAGUE Major: Atlanta 2017, FACEIT Major: London 2018, IEM Season XIII: Katowice 2019, StarLadder Berlin Major 2019). Astralis — первая и единственная команда по CS:GO, которая выиграла 4 мейджор-турнира, три из которых подряд, что является абсолютными рекордами.
Команды по CS:GO и LoL изначально принадлежали RFRSH Entertainment, основанной Николаем Нюхольмом и Якобом Лундом Кристенсеном 18 января 2016 года. В июле 2019 года обе команды были выкуплены Astralis Group Holding A/S, а также все ключевые менеджеры и персонал перешли в новую организацию. В этом же году Astralis открывает FIFA-подразделение.
9 декабря 2019 года Astralis Group Holding A/S первая из киберспортивных организаций вышла на IPO.

## История

### 2016

#### Январь — Май
Первым турниром команды стал DreamHack Leipzig 2016. Команда выиграла в своей группе, победив сначала Dignitas, а потом mousesports, однако проиграла Luminosity Gaming в полуфинале 0-2, выбыв из турнира. Их следующим турниром был Global eSports Cup, где они снова одержали победу в группе, на этот раз над Method и G2 Esports. В очередной раз потерпев поражение в полуфинале против Team EnVyUs со счётом 1-2, смогли занять третье место, обыграв CLG и проиграв только семь раундов на двух картах. Следующим турниром стал ESL Expo Barcelona, на котором был придуман необычный формат, где у каждой команды было три жизни, и поражение на одной карте означала потерю жизни. Astralis выиграли пять карт против G2 Esports, x6tence, Team EnVyUs и Dignitas. Astralis выиграв 2 карты у G2, проиграла две жизни Fnatic в фальшивом[прояснить] финале, поскольку остались только две команды.
Следующим турниром для Astralis был IEM Katowice 2016. Astralis снова заняли первое место в своей группе и вышли напрямую в полуфинал, победив Team EnVyUs, Virtus.Pro, E-Frag, FaZe Clan и Tempo Storm. Astralis сыграли против Fnatic, проиграв со счётом 1:2.
Болельщики Astralis ожидали, что их команда должна проходить как можно дальше в плей-офф MLG Major: Columbus 2016, после того, как они заняли 2-е место на Counter Pit League Season 2. Мейджор для Astralis начался с побед над Gambit и CLG, что позволило им победить в своей группе. В четвертьфинале они уверенно обыграли Fnatic на двух картах, 16-10 (Overpass) и 16-5 (Cache) благодаря выдающемуся выступлению Питера «dupreeh» Расмуссена. В полуфинале Astralis встретилась с Na`Vi, где уступила, проиграв 14-16 на карте Inferno и 5-16 на Dust II, из-за невероятной игры Иоанна «Edward» Сухарева и Егора «flamie» Васильева.
В течение следующих турниров Astralis не оправдали своей репутации фаворитов групповых стадий и претендентов на победу в плей-офф. Их провал на групповой стадии произошёл на DreamHack Masters Malmö 2016, где они победили в первом матче Lounge Gaming, но проиграли Dignitas 9-16 на карте Cache. Из-за плохой игры Питера «dupreeh» Расмуссена и Финна «karrigan» Андерсена Astralis потерпели поражение от NiP в решающем матче со счётом 1:2. Месяц спустя команда приняла участие в финале ESL Pro League S3 в Великобритании. На этот раз они проиграли североамериканской команде OpTic Gaming 7-16. В решающем матче за выход из группы им противостояли победители MLG Major: Columbus 2016 — Luminosity Gaming. Выиграв первую карту Dust II со счётом 16-9, в итоге проиграли оставшиеся две 12-16 (Overpass) и 13-16 (Train), несмотря на то, что игрок Astralis Николай «device» Редтц имел статистику 81-50. В дальнейшем, Luminosity Gaming выиграла ESL Pro League S3 в best-of-5 против G2. После этого поражения Astralis решили поменять Рене «cajunb» Борга на игрока Dignitas Маркуса «Kjaerbye» Кьербая, которого желал взять в команду тренер Astralis Дэнни «zonic» Соренсен, которого он знал с того времени, когда тренировал его в 2015 году.

#### Июль — Октябрь
После месяца практики Astralis посетили DreamHack Summer 2016, на этот раз они выиграли свою группу, с комфортом победив финский коллектив ENCE и датский SK Gaming. В плей-офф они столкнулись с NiP в полуфинале в Best-of-3, но проиграли 1-2. Astralis приняли участие в ELEAGUE Season 1 в июне, возглавив свою группу и выиграв 5 из 6 карт против NRG, CLG и SK Gaming с заменой игрока на тренера zonic’a, из-за того, что karrigan опоздал на мероприятие. В четвертьфинале турнира они проиграли mousesports со счётом 0-2. На финалах ECS Season 1 в групповом этапе Astralis проиграла североамериканской команде Team SoloMid и Cloud9, где в решающем матче были побеждены 0-2, заняв последнее место на турнире. Astralis приняли участие во втором мейджоре года ESL One Cologne 2016, Маркуса «Kjaerbye» Кьербая заменял Лукас «gla1ve» Россандер. Это произошло потому, что Kjaerbye играл и выиграл европейский майнор с командой Dignitas и Valve заявила о том, что Kjaerbye должен пропустить ESL One Cologne 2016. В Германии Astralis победили своих датских соперников Dignitas в первом матче, но были разгромлены командой Gambit Gaming со счётом 6-16. Ситуация команды ухудшилась после потери Питера «dupreeh» Расмуссена, у которого произошёл приступ аппендицита, из-за чего он наблюдал за оставшейся частью турнира из больницы. Тренер Дэнни «zonic» Соренсен заменил dupreeh и помог обыграть Dignitas со счётом 2-1. В четвертьфинале Astralis встречались против польской команды Virtus.pro, однако они не смогли превзойти их, несмотря на хорошую игру Николая «dev1ce» Редтца, имевшего 68 убийств и 43 смертей. После ESL One Cologne 2016, Astralis прилетели в Атланту, чтобы принять участие в ELEAGUE Season 2, где проиграли mousesports 0-2 в четвертьфинале. Вскоре после этого они посетили Power-LAN, небольшое датское мероприятие. Как и ожидалось, они вышли в полуфинал, но проиграли Heroic 1-2, во главе с gla1ve. Менее чем через две недели Heroic снова победили Astralis, на этот раз в первой игре на StarLadder StarSeries Season 2 16-13 на карте Train. Во втором матче Astralis уступили Natus Vincere в овертайме со счётом 17-19. Выиграв китайский коллектив TyLoo 2-1, Astralis вышли в четвертьфинал, проиграв в нём NiP 1-2.
В октябре, Astralis посетили ESL One: New York 2016, в котором приняли участие 8 команд. Турнир проходил по швейцарской системе, в котором они обыграли G2 Esports 16-13, но проиграли SK Gaming, Fnatic и OpTic Gaming. Неделю спустя они проиграли в 1/8 финала WESG 2016 European Finals GODSENT со счётом 1-2. В команде произошёл конфликт и Astralis решили, что пришло время Финну «karrigan» Андерсону уйти, команда решила заменить его на Лукаса «gla1ve» Россандера.

#### Ноябрь — Декабрь
На IEM Oakland 2016, Astralis возглавили свою группу из шести команд с победами против Team Liquid, Natus Vincere, Immortals и TyLoo с единственным поражением против G2 Esports. Это принесло им место в полуфинале, где они проиграли 0-2 SK Gaming 14-16 и 12-16. Команда вернулась в Атланту на плей-офф ELEAGUE и вышла в финал, в четвертьфинале победив Ninjas in Pyjamas 2-1, а в полуфинале обыграв SK со счётом 2-0, который сопровождался невероятным выступлением Андреаса «Xyp9x» Хёйслета. Ожидалось, что Astralis выиграет финальный матч против OpTic Gaming после победы над бразильскими фаворитами в полуфинале. Датчане выглядели так, как будто они были на пути к этому с победой 16-9 на карте Train, но они проиграли две следующие карты 6-16 и 11-16, во многом из-за Кита «NAF» Марковича, показавшего статистику в 78-45 KD.
Astralis отомстит OpTic Gaming неделей позже в финале 2-го сезона ECS в Анахайме, выиграв свой первый матч в группе 16-7, а затем 16-3 обыграв FaZe Clan. В полуфинале Astralis победили SK Gaming 2-0. Большую роль в этом сыгралНиколай «dev1ce» Ридтц, показавший статистику 46-19 KD за 45 раундов. OpTic Gaming снова встретили их в финале, но на этот раз датская команда была слишком сильна для них и Astralis выиграли свой первый трофей с момента формирования команды.

### 2017
Первый мейджор в году — ELEAGUE Major: Atlanta 2017 прошёл по швейцарской системе до трёх побед. Все матчи разыгрывались в формате best-of-1 (лучший на одной карте). В плей-офф вышли 8 команд из 16. В своём первом матче на турнире Astralis проиграли шведскому коллективу GODSENT на карте Train со счётом 6-16. В следующих двух раундах групповой стадии, Astralis на карте Train обыграли OpTic Gaming (16-12) и G2 Esports (16-5). В четвёртом раунде на карте Dust II, Astralis на дополнительных раундах проиграли со счётом 17-19 команде SK Gaming и отправились в решающий пятый раунд, где разгромили со счётом 16-3 Team Liquid на карте Mirage и вышли в стадию плей-офф.
 Все матчи плей-офф разыгрывались в формате best-of-3 (лучший на трёх картах). В четвертьфинале Astralis предстоял матч против Na`Vi, которые до этого заменили Даниила «Zeus» Тесленко на Александра «s1mple» Костылева. Матч закончился победой Astralis со счётом 2-1. В полуфинале Astralis встретились с командой Fnatic, матч закончился уверенной победой Astralis со счётом 2-0 (19-16 на Cache, 16-5 на Nuke).
Финал мейджора прошёл 29 января 2017 года в театре FOX (Атланта), против польского коллектива Virtus.pro. Игра проходила в равной борьбе и завершилась победой Astralis со счётом 2-1 (12-16 Nuke, 16-14 Overpass, 16-14 Train).
Победа на ELEAGUE Major: Atlanta 2017, стала первой победой команды на Major-турнирах. MVP турнира стал Маркус «Kjaerbye» Кьербай.

### 2018

#### Февраль — Декабрь

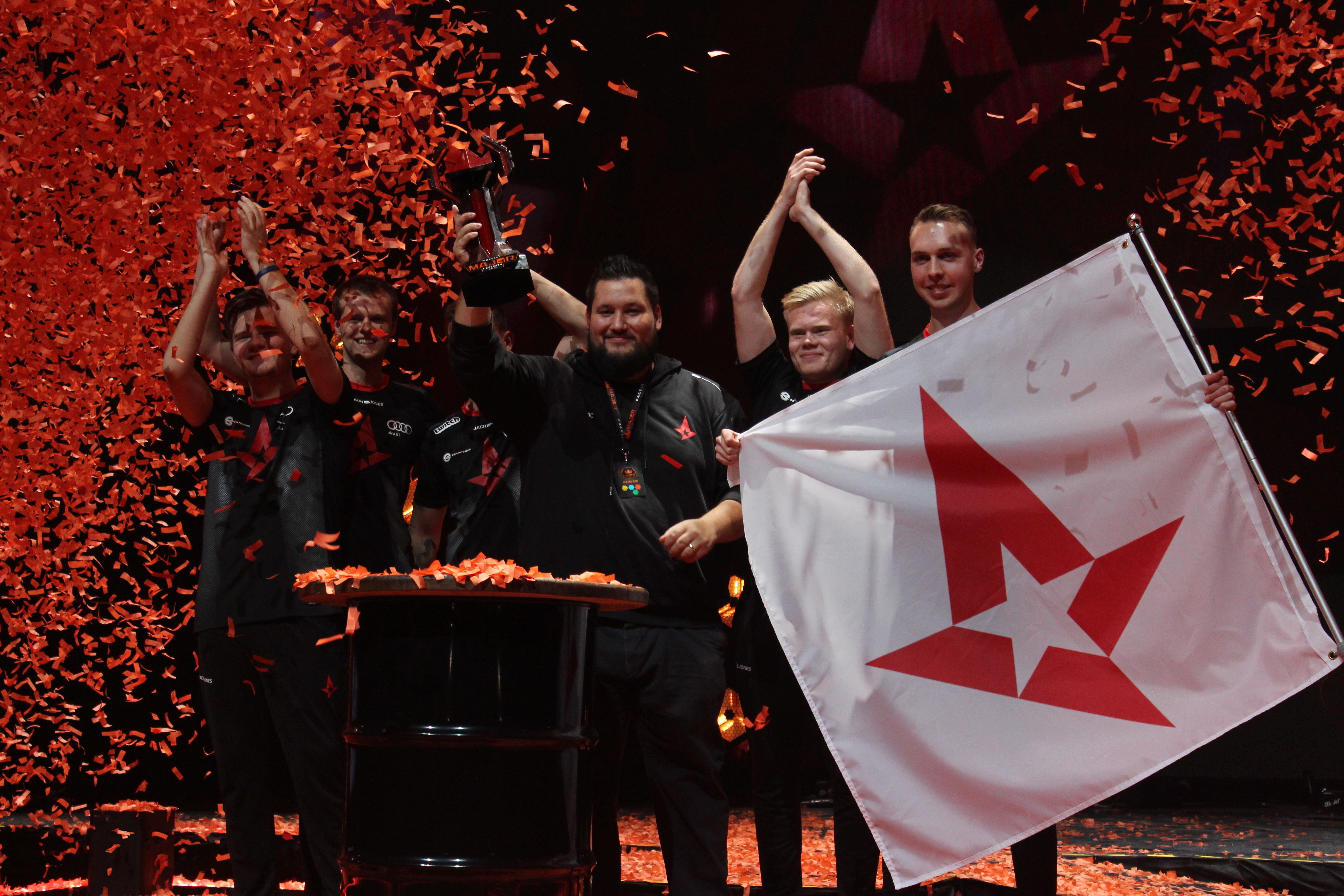
Astralis — победители FACEIT Major 2018

В феврале Маркус «Kjaerbye» Кьербай неожиданно покинул Astralis, чтобы присоединиться к North. Astralis смогли подписать Эмиля «Magisk» Рейфа через несколько дней. Это ознаменовало начало астрономического подъёма на вершину и господство над сценой Counter-Strike. После четвертьфинального финиша на StarSeries S4 и полуфинального поражения на IEM Katowice 2018, они достигли вершины после впечатляющего выступления на DreamHack Marseille 2018, убедительно победив FaZe Clan, Fnatic и Natus Vincere на пути к титулу. Хоть они и проиграли FaZe Clan в гранд-финале на IEM Sydney 2018, они вернулись в финалах 7-го сезона ESL Pro League, победив FaZe Clan и победив Team Liquid 3-1, чтобы получить трофей. Они продолжили своё доминирование в финалах ECS Season 5 и ELEAGUE CS:GO Premier 2018, с проигрышем в полуфинале Natus Vincere в ESL One: Cologne 2018 между ними.
Затем Astralis увенчали свою эру вторым крупным титулом на FACEIT Major: London 2018, обыграв FaZe Clan, Team Liquid и Natus Vincere, не проиграв ни одной карты в плей-офф. Всего через 6 дней они победили MIBR 2-1 в гранд-финале на BLAST Pro Series Istanbul 2018 — после беспроигрышного группового этапа (5-0), чтобы продолжить своё доминирование на сцене.

### 2019

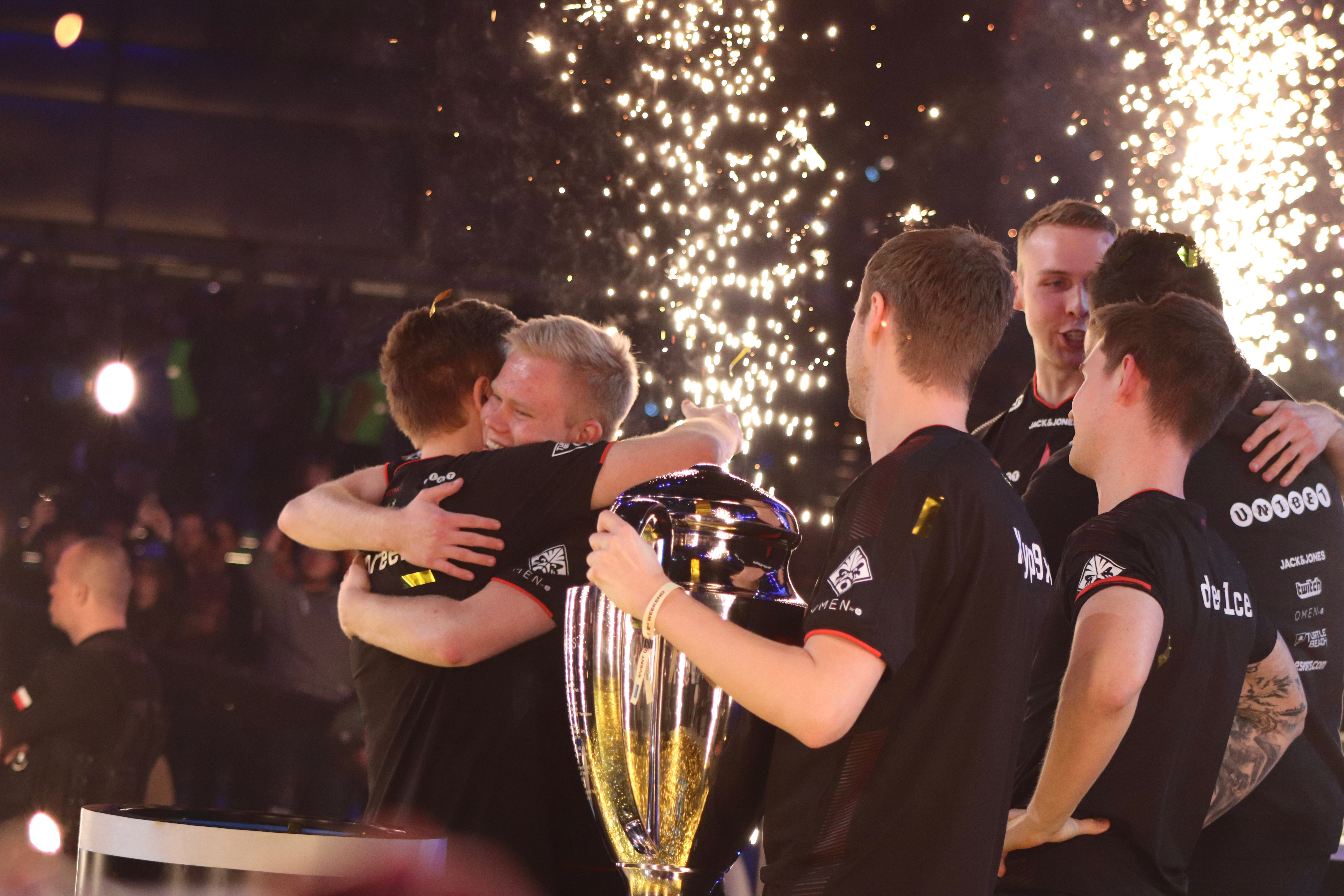
Astralis — победители IEM Katowice Major 2019

На IEM Katowice Major 2019 они подняли свой третий кубок мейджора, став второй такой командой в истории CS:GO (после Fnatic). Они вышли в стадию чемпионов со счётом 3-0 в стадии легенд, победив Complexity Gaming, Cloud9 и Renegades. Затем они прошли через этап новых чемпионов, не проиграв ни одной карты, победив Ninjas in Pyjamas, MIBR и, наконец, ENCE, чтобы обеспечить себе победу.
Их доминирование значительно снизилось после IEM Katowice Major 2019, и их место заняла Team Liquid, которая стала командой номер 1 по CS:GO в мире по версии HLTV.
Позже, на Starladder Berlin Major 2019, они стали первой командой по дисциплине Counter-Strike: Global Offensive, выигравшей три мейджора подряд, и первой командой, добившейся четырёх побед на мейджорах.
После победы на берлинском мейджоре Astralis также выиграли IEM Beijing 2019, ECS Season 8 Finals и BLAST Pro Series Global Final 2019.
В ноябре 2019 года, после множества успешных турниров и многократных побед с командой, тренер Astralis Дэнни «zonic» Соренсен был удостоен награды «Тренер года» на The Game Awards 2019.

### 2023
22 июня к составу присоединяются Виктор «Staehr» Стаер и Йоханнес «b0RUP» Борап, заменившие Лукаса «gla1ve» Россандера, севшего на скамейку запасных и позже ушедшего из команды 22 ноября и Александра «Altekz» Гивскова, обратно переведённого в молодёжный состав. Новый состав добился успеха на IEM Cologne 2023, заняв на турнире 3-4 место. Первый матч группового этапа Astralis проиграли G2 со счётом 2-1, но в нижней сетке им удалось обыграть Ninjas in Pyjamas, MOUZ и Natus Vincere. В четвертьфинале коллектив обыграл Heroic 2-0, а в полуфинале датчане проиграли будущим чемпионам турнира — G2.
24 ноября состав покинули Йоханнес «b0RUP» Боруп и Кристиан «Buzz» Андерсен, их места заняли Мартин «stavn» Лунд и Якоб «jabbi» Найгаард, пришедшие из Heroic.

## Counter-Strike 2

### Текущий состав
|                 | Ник             | Полное имя      | Роль            | Присоединился   |
| Основной состав | Основной состав | Основной состав | Основной состав | Основной состав |
| --------------- | --------------- | --------------- | --------------- | --------------- |
| Дания           | dev1ce          | Николай Ридтц   | Снайпер         | 27 октября 2022 |
| Дания           | stavn           | Мартин Лунд     | Стрелок         | 24 ноября 2023  |
| Дания           | Staehr          | Виктор Стаер    | Стрелок         | 22 июня 2023    |
| Дания           | HooXi           | Расмус Нилсен   | Капитан         | 22 апреля 2025  |
| Дания           | jabbi           | Якоб Нюгор      | Стрелок         | 24 ноября 2023  |
| Тренеры         |                 |                 |                 |                 |
| Дания           | ruggah          | Касперт Дуе     | Тренер          | 1 марта 2024    |

### Прежние участники
|            | Ник      | Полное имя        | Роль    | Период участия                   | Перешёл в       |
| ---------- | -------- | ----------------- | ------- | -------------------------------- | --------------- |
| Флаг Дании | blameF   | Бенджамин Бремен  | Капитан | 4 ноября 2021 — 28 февраля 2024  | Fnatic          |
| Флаг Дании | Buzz     | Кристиан Андерсен | Стрелок | 22 декабря 2023 — 24 ноября 2023 | —               |
| Флаг Дании | b0RUP    | Йоханссен Боруп   | Стрелок | 22 июня 2023 — 24 ноября 2023    | Sashi Esport    |
| Дания      | Altekz   | Александр Гивсков | Стрелок | 17 апреля 2023 — 22 июня 2023    | Astralis Talent |
| Дания      | gla1ve   | Лукас Россандер   | Капитан | 24 октября 2016 — 22 июня 2023   | ENCE            |
| Дания      | Xyp9x    | Андреас Хёйслет   | Стрелок | 24 октября 2016 — 17 апреля 2023 | Astralis Talent |
| Дания      | Cajunb   | Рене Борг         | Снайпер | 18 января 2016 — 19 мая 2016     | North           |
| Дания      | Karrigan | Финн Андерсен     | Капитан | 18 января 2016 — 19 октября 2016 | FaZe Clan       |
| Дания      | Kjaerbye | Маркус Кьербай    | Стрелок | 5 мая 2016 — 2 февраля 2018      | Dignitas        |
| Дания      | es3tag   | Патрик Хансен     | Стрелок | 1 июля 2020 — 25 октября 2020    | Cloud9          |
| Дания      | dupreeh  | Питер Расмуссен   | Стрелок | 18 января 2016 — 5 января 2022   | Team Vitality   |
| Дания      | Magisk   | Эмиль Рейф        | Стрелок | 7 февраля 2018 — 5 января 2022   | Team Vitality   |
| Дания      | Bubzkji  | Лукас Андерсен    | Стрелок | 31 июля 2020 — 31 января 2022    | Свободный агент |

### Участие в турнирах
| Место                     | Турнир                                        | Место проведения          | Дата проведения           | Призовые    |
| 2016                      | 2016                                          | 2016                      | 2016                      | 2016        |
| ------------------------- | --------------------------------------------- | ------------------------- | ------------------------- | ----------- |
| 3                         | MLG Major Championship: Columbus 2016         | Колумбус                  | 29 марта — 3 апреля       | 70 000 $    |
| 5—8                       | ESL One Cologne 2016                          | Кёльн                     | 5—10 июля                 | 35 000 $    |
| 2                         | ELEAGUE Season 2                              | Атланта                   | 21 октября — 3 декабря    | 140 000 $   |
| 1                         | ECS Season 2 Finals                           | Анахайм                   | 9—11 декабря              | 250 000 $   |
| 2017                      |                                               |                           |                           |             |
| 1                         | ELEAGUE Major: Atlanta 2017                   | Атланта                   | 22—29 января              | 500 000 $   |
| 1                         | IEM Katowice 2017                             | Катовице                  | 1—5 марта                 | 104 000 $   |
| 1                         | ELEAGUE Clash for Cash: The Rematch           | Атланта                   | 16 июня                   | 250 000 $   |
| 3                         | PGL Major Kraków 2017                         | Краков                    | 16—23 июля                | 70 000 $    |
| 2                         | ELEAGUE CS:GO Premier 2017                    | Атланта                   | 8 сентября — 13 октября   | 150 000 $   |
| 2                         | BLAST Pro Series: Copenhagen 2017             | Копенгаген                | 25 ноября                 | 50 000 $    |
| 2018                      |                                               |                           |                           |             |
| 12—14                     | ELEAGUE Major: Boston 2018                    | Бостон, Атланта           | 12—28 января              | 8750 $      |
| 3                         | IEM Katowice 2018                             | Катовице                  | 27 февраля — 4 марта      | 40 000 $    |
| 1                         | DreamHack Masters Marseille 2018              | Марсель                   | 18—22 апреля              | 100 000 $   |
| 1                         | ESL Pro League Season 7 — Finals              | Даллас                    | 15—20 мая                 | 250 000 $   |
| 1                         | Esports Championship Series Season 5 — Finals | Лондон                    | 8—10 июня                 | 250 000 $   |
| 1                         | ELEAGUE CS:GO Premier 2018                    | Атланта                   | 21—29 июля                | 500 000 $   |
| 1                         | FACEIT Major: London 2018                     | Лондон                    | 5—23 сентября             | 500 000 $   |
| 1                         | BLAST Pro Series: Istanbul 2018               | Стамбул                   | 28—29 сентября            | 125 000 $   |
| 3                         | BLAST Pro Series: Copenhagen 2018             | Копенгаген                | 2—3 ноября                | 25 000 $    |
| 1                         | IEM Chicago 2018                              | Чикаго                    | 6—11 ноября               | 100 000 $   |
| 1                         | Esports Championship Series Season 6 — Finals | Арлингтон                 | 22—25 ноября              | 250 000 $   |
| 1                         | ESL Pro League Season 8 — Finals              | Оденсе                    | 4—9 декабря               | 250 000 $   |
| Intel Grand Slam Season I | Intel Grand Slam Season I                     | Intel Grand Slam Season I | Intel Grand Slam Season I | 1 000 000 $ |
| 1                         | BLAST Pro Series: Lisbon 2018                 | Лиссабон                  | 14—15 декабря             | 125 000 $   |
| 2019                      |                                               |                           |                           |             |
| 1                         | IEM Katowice 2019                             | Катовице                  | 13 февраля — 3 марта      | 500 000 $   |
| 1                         | BLAST Pro Series: São Paulo 2019              | Сан-Паулу                 | 22—23 марта               | 125 000 $   |
| 1                         | StarLadder Berlin Major 2019                  | Берлин                    | 23 августа — 8 сентября   | 500 000 $   |
| 1                         | IEM Beijing 2019                              | Пекин                     | 7—10 ноября               | 125 000 $   |
| 1                         | Esports Championship Series Season 8 — Finals | Арлингтон                 | 28 ноября — 1 декабря     | 225 000 $   |
| 1                         | BLAST Pro Series: Global Final 2019           | Риффа                     | 12—14 декабря             | 350 000 $   |
| 2020                      |                                               |                           |                           |             |
| 3                         | IEM Katowice 2021                             | Катовице                  | 24 февраля — 1 марта      | 40 000 $    |
| 1                         | ESL Pro League: Season 12 — Europe            | Онлайн                    | 1 сентября — 4 октября    | 99 000 $    |
| 1                         | DreamHack Masters Winter 2020 — Europe        | Онлайн                    | 30 ноября — 6 декабря     | 60 000 $    |
| 2                         | BLAST Premier: Fall Final 2020                | Онлайн                    | 8—13 декабря              | 85 000 $    |
| 1                         | IEM Global Challenge 2020                     | Онлайн                    | 15—20 декабря             | 200 000 $   |
| 2021                      |                                               |                           |                           |             |
| 2                         | BLAST Premier: Global Final 2020              | Онлайн                    | 20—24 января              | 200 000 $   |
| 3                         | IEM Cologne 2021                              | Кёльн                     | 6—18 июля                 | 80 000 $    |
| 12—14                     | PGL Major Stockholm 2021                      | Стокгольм                 | 26 октября — 7 ноября     | 17 500 $    |
| 3                         | BLAST Premier Fall Final 2021                 | Копенгаген                | 24—28 ноября              | 40 000 $    |
| 2022                      |                                               |                           |                           |             |
| 17 —19                    | PGL Major Antwerp 2022                        | Антверпен                 | 9—22 мая                  | —           |
| 3                         | IEM Cologne 2022                              | Кёльн                     | 5—17 июля                 | 80 000 $    |
| 2                         | Pinnacle Cup Championship                     | Лунд                      | 8—11 июня                 | 50 000 $    |
| 3                         | Roobet Cup 2022                               | Онлайн                    | 22—30 июня                | 15 000 $    |
| 3                         | Elisa Masters Espoo 2022                      | Эспоо                     | 16—20 ноября              | 14 000 $    |
| 2023                      |                                               |                           |                           |             |
| 2                         | Brazy Party                                   | Онлайн                    | 26 апреля — 3 мая         | 70 000 $    |
| 3                         | IEM Cologne 2023                              | Кёльн                     | 26 июля — 6 августа       | 80 000 $    |
| 3                         | CS Asia Championships 2023                    | Шанхай                    | 8—12 ноября               | 50 000 $    |
| 2024                      |                                               |                           |                           |             |
| 3                         | IEM Chengdu 2024                              | Чэнду                     | 8—14 апреля               | 20 000 $    |
| 3                         | ESL Pro League Season 19                      | Мальта                    | 23 апреля — 12 мая        | 45 000 $    |
| 3                         | YaLLa Compass 2024                            | Абу-Даби                  | 5—9 июня                  | 28 000 $    |
| 3                         | BLAST Premier World Final 2024                | Сингапур                  | 30 октября — 3 ноября     | 85 000 $    |
| 2025                      |                                               |                           |                           |             |
| 3                         | PGL Cluj-Napoca 2025                          | Бухарест/Клуж-Напока      | 14—23 февраля             | 150 000 $   |
| 2                         | PGL Astana 2025                               | Астана                    | 10—18 мая                 | 187 500 $   |
| 2                         | FISSURE Playground 1                          | Белград                   | 10—18 июля                | 100 000 $   |
| 13-16                     | IEM Cologne 2025                              | Кёльн                     | 23 июля — 3 августа       | 10 000 $    |
| 5-8                       | BLAST Bounty 2025 Season 2                    | Мальта                    | 5—17 августа              | 18 750 $    |

## League of Legends
23 октября 2023 года организация продала свое место в League of Legends European Championship французской киберспортивной организации Karmine Corp.

### Текущий состав
|                 | Ник             | Полное имя                 | Роль              | Присоединился    |
| Основной состав | Основной состав | Основной состав            | Основной состав   | Основной состав  |
| --------------- | --------------- | -------------------------- | ----------------- | ---------------- |
| Россия          | Zanzarah        | Николай Акатов             | Лесник            | 17 ноября 2020   |
| Швеция          | MagiFelix       | Карл Феликс Бострем        | Центральная линия | 17 ноября 2020   |
| Швеция          | Jeskla          | Йеспер Кларин Стромберг    | Верхняя линия     | 17 ноября 2020   |
| Швеция          | promisq         | Хампус Микаэль Абрахамссон | Поддержка         | 17 ноября 2020   |
| Финляндия       | WhiteKnight     | Матти Сормунен             | Нижняя линия      | 8 февраля 2021   |
| Тренеры         |                 |                            |                   |                  |
| Румыния         | AoD             | Балтат Алин-Киприан        | Главный тренер    | 12 июня 2020     |
| Норвегия        | Hansen          | Бьерн-Вегар Хансен         | Помощник тренера  | 15 сентября 2020 |
| Франция         | Arailla         | Флора Парментье            | Аналитик          | 9 января 2020    |

### Участие в турнирах
| Место | Турнир          | Место проведения | Дата проведения       | Призовые |
| 2021  | 2021            | 2021             | 2021                  | 2021     |
| ----- | --------------- | ---------------- | --------------------- | -------- |
| 9     | LEC 2021 Spring | Берлин           | 22 января — 11 апреля | 0 $      |

## Серия FIFA

### Текущий состав
|          | Ник          | Полное имя               | Присоединился    |
| -------- | ------------ | ------------------------ | ---------------- |
| Дания    | Ustun        | Фатих Топун              | 1 октября 2019   |
| Израиль  | Feldman      | Рои Фельдман             | 1 октября 2019   |
| Бразилия | Teca         | Стефани да Сильва Сантос | 5 ноября 2019    |
| Дания    | Agge         | Август Розенмайер        | 1 октября 2020   |
| Тренер   |              |                          |                  |
| Германия | CoachJackson | Деннис Джексон           | 19 сентября 2020 |

### Участие в турнирах
| Место | Уровень турнира | Игровая платформа | Дисциплина | Турнир                                           | Место проведения | Игрок      | Дата проведения | Призовые |
| 2019  | 2019            | 2019              | 2019       | 2019                                             | 2019             | 2019       | 2019            | 2019     |
| ----- | --------------- | ----------------- | ---------- | ------------------------------------------------ | ---------------- | ---------- | --------------- | -------- |
| 1     | Квалификация    | PS4               | FIFA 20    | FUT 20 Champions Cup Stage I: MEA Qualifier      | Онлайн           | Feldman    | 13 октября      | 0 $      |
| 4     | Квалификация    | PS4               | FIFA 20    | FUT 20 Champions Cup Stage II: MEA Qualifier     | Онлайн           | Feldman    | 27 октября      | 0 $      |
| 5—8   | Tier 2          | PS4               | FIFA 20    | FUT 20 Champions Cup Stage I                     | Бухарест         | Ustun      | 10 ноября       | 3500 $   |
| 29—32 | Tier 2          | PS4               | FIFA 20    | FUT 20 Champions Cup Stage I                     | Бухарест         | Feldman    | 10 ноября       | 500 $    |
| 17    | Tier 2          | PS4               | FIFA 20    | FUT 20 Champions Cup Stage II                    | Бухарест         | Ustun      | 24 ноября       | 500 $    |
| 2020  |                 |                   |            |                                                  |                  |            |                 |          |
| 33    | Tier 1          | PS4               | FIFA 20    | FIFA Global Series Rankings 2020                 | Онлайн           | Feldman    | 17 июня         | 2786 $   |
| 28    | Tier 1          | PS4               | FIFA 20    | FIFA Global Series Rankings 2020                 | Онлайн           | Ustun      | 17 июня         | 3389 $   |
| 5—6   | Tier 2          | PS4               | FIFA 20    | FIFA 20 Summer Cup Series — Middle East & Africa | Онлайн           | Feldman    | 26 августа      | 1500 $   |
| 2     | Tier 2          | PS4               | FIFA 21    | FIFA 21 Global Series: Europe Q1                 | Онлайн           | Ustun      | 13 декабря      | 12 000 $ |
| 2021  |                 |                   |            |                                                  |                  |            |                 |          |
| 1—14  | Квалификация    | PS4               | FIFA 21    | FIFAe Club World Cup 2021 — Europe: Playoffs     | Онлайн           | Ustun/Agge | 28 января       | 0 $      |
| 2     | Tier 1          | PS4               | FIFA 21    | FIFAe Club World Cup 2021 — Europe               | Онлайн           | Ustun/Agge | 28 февраля      | 12 500 $ |
| 7—8   | Tier 2          | PS4               | FIFA 21    | FIFA 21 Global Series: Q4                        | Онлайн           | Ustun      | 7 марта         | 2000 $   |
| 13—16 | Tier 1          | PS4               | FIFA 21    | eChampions League 2021                           | Онлайн           | Ustun      | 2 мая           | 3000 $   |

### Комментарии
1. 1 2  Соотношение убийств (K) и смертей (D)